# Oreocyba
Oreocyba là một chi nhện trong họ Linyphiidae.